# 로널드 조지 레이퍼드 노리시
로널드 조지 레이퍼드 노리시(영어: Ronald George Wreyford Norrish, FRS, 1897년 11월 9일 ~ 1978년 6월 7일)는 영국의 화학자이다.

## 인물
영국 케임브리지에서 태어나 케임브리지 대학교에서 학위와 박사학위를 취득, 모교인 케임브리지 대학교에서 교수를 맡았다. 1967년에 초고속 화학 반응에 관한 연구로 만프레트 아이겐, 조지 포터와 함께 노벨 화학상을 수상했다. 또, 그가 이룬 대표적인 업적으로는 광반응의 일종인 노리시 반응이 있다.

## 수상 경력
- 1958년 : 데비 메달
- 1967년 : 노벨 화학상